# Åben postliste
Åben postliste er en nogenlunde veldefineret men også relativ term indenfor offentlighedsforvaltning i Danmark.
Konceptet beskriver en online og alment tilgængelig oversigt over en part af den post der modtages hos og afsendes fra en offentlig forvaltnings-instans, eksempelvis en kommune eller en region. Det relative består i omfanget af oversigten, interval for opdatering og postlistens varighed, det substantielle indhold i listen samt hvilke offentlige forvaltninger der producerer en sådan liste.
I det følgende er fokus på den formelle baggrund for de åbne postlister.

## Kronologi og terminologi
Åbne postlister er en del af lovudkastet til Offentlighedsloven [BOF1]Kap.27 og termen er principielt veldefineret i relation til hvor produktionen af åbne postlister kan finde sted.
I artiklen her opfattes denne bestemthed som sprogligt normativ, dvs. åbne postlister i det hele taget kun er relevant i de institutionelle regi der er omfattet af Offentlighedsloven. 
Følgende termer er relevante for en beskrivelse af åbne postlister:
- Postlister [BOF1] §16
- Journalisering [BOF1]Kap.23.3.3 §15
- Aktiv informationspligt [BOF1]Kap.23.3.3 §17(§18)
- Ressourceforbrug [BOF1]Kap.23.2.3.1-3, 23.3.3 §9

Endvidere,
- Aktindsigt & Tavshedspligt [BOF1]Kap.23.1,23.2.3.3.3,23.2.4,23.3

Disse to emner er yderligere defineret i jf.[BOF1]Kap.5:
- Forvaltningsloven, Sundhedsloven, Miljøoplysningsloven, Persondataloven (mindre relevant også Arkivloven)

, mens det i afsnittet om åbne postlister [BOF1]Kap.23 konkret er Forvaltningsloven, Persondataloven og Straffeloven der omtales.

### Postlister
Betegnelsen postliste er kendt indenfor offentlig forvaltning og uafhængigt af det specielle udtryk åben postliste, jf. pjecen fra Statens Publikationer "Åbne postlister på Internettet" 1999 herefter [SP1], og s. 17, ligeledes [BOF1]§16,stk1.
Der er et decideret uklart sprogbrug omkring begge termer, eksempelvis også [SP1],s.17 og fra s.7: De postlister der i dag kan sees på Internettet,(..). Lovudkastet til Offentlighedsloven [BOF1]Kap.27 undgår frasen åben postliste i lovteksten (§§1-44, specielt §16, stk2.), der dog forekommer et (1) enkelt sted i lovudkastets bemærkninger ("Til §16").
Nøgternt set er det ikke muligt at dokumentere åbne postlister er en del af lovteksten in provisio, selvom det er klart nok frasen indgår i betænkningen om lovteksten [BOF1] (63 forekomster, Bash).
Det sprogligt betydningsfulde skel mellem postliste og åben postliste er ikke altid, eller har ikke altid været tilstede, eksempelvis som citeret fra Vissenbjerg kommunes hjemmeside: Vissenbjerg kommune har siden 1994 ført åbne postlister(..) Fra januar 1998 fik borgerne mulighed for at se disse postlister på kommunens hjemmeside(..) [SP1],s.14.
I herværende artikel skelnes mellem postliste og åben postliste.
Lovbestemmelsen om postlister [BOF1] §16 er historisk associeret til (..)i højere grad at give pressen og andre nyhedsformidlende institutioner mulighed for løbende at orientere sig(..) [BOF1]Kap.23.2.2.1 jf. Folketingstidende enten 1984 eller 1985.
Fra retsudvalgets arbejde blev det dengang vurderet at proportionen mellem merarbejde og den forventede interesse fra pressens side ikke gjorde det rimeligt at indføre en sådan art lovbestemmelse, jf. Folketingstidende 1986. 
Ideen om udfærdigelsen af postlister vis-a-vis aktindsigt eller kendskab er måske kun i retrospekt bemærkelsesværdig.
I en nutidig og europæisk sammenhæng omfatter forvaltningsskik og praksis for administration selvfølgelig arkivering, på en eller anden måde.
Det er også forståeligt nok at arkivering sker på mange forskellige måder, og det er ligeledes konstaterbart at netop postlister ikke umiddelbart skal sammenstilles med forvaltningsskik og arkivering.
Der er alligevel et decideret uklart sprogbrug angående motivet for postlister.
Under overskriften "Informationspolitik" skriver [SP1],s.17: Der findes i lovgivningen ikke en forpligtelse til at udarbejde en postliste over indkommen og udgående post. Det hører dog med til god forvaltningsskik, at man i den offentlige forvaltning foretager en systematisk journalisering af al post og andre dokumenter..
Det må forblive ubestemt om frasen forvaltningsskik bør associeres til informationspolitik netop når den tematiske sammenhæng er Offentlighedslovens bestemmelser.
Specielt den politiske interesse for postlister handler gennemgående om (..), at offentligheden kunne få kendskab til - og dermed mulighed for overfor den pågældende myndighed at anmode om aktindsigt i - en række sager og dokumenter,(..), her fra omtalen af SFs forslag fra folketingsåret 1998-1999 jf. Folketingstidende i samme periode [BOF1]Kap.23.2.2.2.
Det er i øvrigt tematisk vigtigt at pågældende lovforslag gjorde digital arkivering obligatorisk - digital arbejdsgang er ligeledes et tema i beskrivelsen af åbne postlister, forsåvidt at åbne postlister netop kun findes i medfør af en digital arbejdsgang (det vil sige, online).

### Detaljer
Betænkningens afsnit 23.2.4.2 [BOF1] er relativ konkret og instruktiv med hensyn til personfølsomme oplysninger og det følgende afsnit (23.2.4.3) endda lidt mere konkret men også en del mere kortfattet.
Det er noget mere indviklet for reglerne angående fortrolige oplysninger: (..)at varetage væsentlige hensyn til offentlige eller private interesser. Dette er ikke en indledende formålserklæring men et citat fra Straffelovens §152,stk.3, hvorefter det så er præcedens (eller eventuelt lovens bemærkninger) der kan indikere retsgyldighed.
Men, som påpeget i [BOF1], findes der en vurdering heraf i Forvaltningslovens §27,stk1,nr.1-7.
Et tekstmæssigt afgjort mindre tema er publikationens hurtighed [BOF1]Kap.23.3.1 (3.afsnit,1.sætning).
Det foreligger som entydigt at åbne postlister kun er relevante når de kan offentliggøres indenfor 2 dage.
Det er påfaldende der i kommisionsarbejdet ikke står noget om arkivering - de to væsentlige aspekter med arkivering er tidshorisonten og data-formatet, relevant for i hvor lang tid informationen er tilgængelig og hvor henholdsvis hvordan.

### Forsøgsordningen og tiden efter
Fra en betænkning i 1998 blev der i Forskningsministeriet gjort et initiativ til at virkeliggøre en forsøgsordning med åbne postlister, på frivillig basis [SP1].
I 2004 foranstaltede Videnskabsministeriet(?) en undersøgelse vedrørende åbne postlister [BOF1]Kap.23.2.3.3.
I den refererede tekst fra 'Center for Digital Forvaltning' er de ovenfor nævnte fokuspunkter tydeligt tilstede; 
- [BOF1]Kap.23.2.3.3.2 relationen mellem aktindsigt eller offentligt kendskab og åbne postlister - undersøgelsen bemærker dog ingen markant stigende interesse, helt i lighed med interview-arbejdet 5 år tidligere [SP1]. Kuriøst er det at undersøgelsen faktisk bemærker en interesse fra myndighedernes side, konkret overfor den professionaliserede offentlige interesse, dvs. den journalistiske branche. Relationen mellem postlister/åbne postlister og det offentlige kendskab, inklusiv myndighedens 'genspejling' er tekstmæssigt fremhævet som et selvstændigt afsnit i den summariske gengivelse.
- [BOF1]Kap.23.2.3.3.1 relationen mellem postlister og digital arbejdsgang - synes iøjnefaldende og er den tekstmæssigt største part i den summariske gengivelse, ligeledes som et selvstændigt afsnit, dog inklusiv omtalen af ressourceforbrug.

I den refererede tekst er de ovenfor nævnte ubestemtheder også nogenlunde tydeligt tilstede [BOF1]Kap.23.2.3.3.1-3;
- den terminologiske skelnen mellem postlister og åbne postlister - ordlyden skelner konsekvent ikke.
- sammenhængen mellem postlister og forvaltningsskik - i ordlyden som den faktisk dialektisk beskrevne proces omkring den samtidige igangsættelse af ESDH og postlister/åbne postlister.

I en opsøgende undersøgelse, ligeledes fra 2004 viste det sig at udfærdigelsen af postlister fandt sted i de fleste amter, ministerier og andre statslige institutioner og henved en tredjedel af kommunerne. Åbne postlister var udbredt blandt kommuner og amter men markant fraværende blandt ministerier og andre statslige institutioner.
I en opsøgende undersøgelse fra 2008, efter kommunalreformen, mangler de åbne postlister helt i det statslige regi, mens der er et mere broget mønster blandt kommunerne der umiddelbart ser ud til at stemme proportionelt med undersøgelsen fra 2004.

## Eksterne links
Information fra KL: "Hvilke oplysninger må ikke fremgå af en åben postliste" Arkiveret 11. juli 2015 hos  Wayback Machine